# Димас (Сирия)
Димас (араб. الديماس‎) — город в Сирии, к западу от Дамаска. Согласно переписи населения, проводившейся в 2004 году, его численность населения составляет 14 574 человека.
В районе города 9 августа 1974 года в результате попадания трёх зенитных управляемых ракет потерпел крушение самолёт второго отряда экстренной помощи ООН Buffalo 461. В декабре 2014 года ВВС Израиля нанесли авиаудар по Димасу, сбросив 10 бомб, в результате чего пострадали ряд военных объектов, а также 3 члена шиитской организации Хезболла.